# 赤い月
『赤い月』（あかいつき）は、なかにし礼の小説。『週刊新潮』で1999年から2000年まで連載された。2001年に単行本化され、100万部に迫るロングセラーとなった。
戦前・戦中の旧満州を舞台に、一人の女性の生き方を描いた物語で、なかにしの実際の体験をもとにした自伝的小説である。
2002年にNHK-FMでラジオドラマ化、2004年に東宝系で映画化・テレビ東京系列でテレビドラマ化され、2005年・2006年には文学座で戯曲化された。

## ラジオドラマ
NHK-FM「特集オーディオドラマ」枠で2002年1月2日 - 1月4日に放送された。

### キャスト（ラジオドラマ）
- 森田波子：松坂慶子
- 近藤正臣
- 益岡徹
- 榎木孝明
- 寺田農

### スタッフ（ラジオドラマ）
- 脚色：東多江子
- 演出：保科義久
- 音楽：樋口康雄
- 主題歌：松坂慶子

## 映画
エンドロールでの個人名表記は、本人が書いた字をそのまま使っている。

### キャスト（映画）
- 森田波子：常盤貴子[3]
- 氷室啓介：伊勢谷友介
- 森田勇太郎：香川照之
- 大杉寛治：布袋寅泰
- 森田一男：反田孝幸
- 森田美咲：斉藤千晃
- 森田公平：佐藤勇輝
- 鄒琳祥：大杉漣
- 牧田将一：山本太郎
- エレナ・イヴァノーヴァ：エレーナ・ザハロヴァ
- ピョートル・イヴァーノフ：ヴァレリー・ドルジェンコフ
- 田村中尉：蟹江一平
- 村中守：山中聡
- 森田酒造の従業員：糠信義弘、瀧本武
- 不破万作、永倉大輔、田中隆三、木村栄、翁華栄、岩崎ひろし、伊藤幸純、駒井千佳子、児玉頼信、藁科みき、高橋悠也、金時むすこ、門脇亨 ほか

### スタッフ（映画）
- 監督：降旗康男
- 製作：富山省吾
- プロデューサー：森知貴秀、和田康作、史杰
- 原作：なかにし礼／『赤い月』（新潮社刊）
- 脚本：井上由美子、降旗康男
- 撮影：木村大作
- 美術：福澤勝広
- 編集：川島章正
- 音楽：朝川朋之
- 照明：渡辺三雄
- 装飾：若松孝市
- ヘアメイク：西村佳苗子
- 録音：紅谷愃一
- 助監督：宮村敏正、兼重淳
- 殺陣：中瀬博文
- デジタル光学録音：多良政司
- 衣装制作：東宝コスチューム
- 編集所：にっかつ撮影所
- 音響制作：東宝サウンドスタジオ
- 音楽制作：東宝ミュージック
- 現像：東京現像所
- スタジオ：東宝スタジオ
- 映像制作：東宝映像美術
- 中国コーディネイト：電通テック
- スタジオ協力：東映東京撮影所
- 協力：中国電影集団公司、中国電影合作制片公司、中国電影集団公司第二制片分公司、中共黒河市委員会
- 製作委員会メンバー：東宝、日本テレビ放送網、電通、讀賣テレビ放送、読売新聞社、日本出版販売、スターダストピクチャーズ
- 配給：東宝

## テレビドラマ
2004年5月5日 - 5月6日に放送。その後、同年12月29日に再放送された。

### キャスト（テレビドラマ）
- 森田波子：高島礼子
- 森田勇太郎：内藤剛志
- 大杉寛治：寺脇康文
- 氷室啓介：中村獅童
- 森田一男：柄本佑
- 森田公平：堀口良太
- 牧田将一：中村梅雀
- 池田：佐戸井けん太
- カティア：エレナ・イヴァノフ
- 八重：神保美喜
- 王：張春祥
- 胡：金田明夫
- 原洋子：泉ピン子
- 塚本：地井武男
- 鄒琳祥：橋爪功
- 森田美咲：佐藤光→市原悦子（現在）
- 中西夏奈子、畑中映里佳、久保内亜紀、和泉宗兵、渡部大輔、藤井びん、下元年世、谷口高史、辻本一樹、杉村暁、宮田圭子、谷津勲　ほか

### スタッフ（テレビドラマ）
- 監督：長尾啓司
- 脚本：竹山洋
- 音楽：丸山和範
- 選曲：合田豊
- 特殊メイク：江川悦子
- 特殊造型：原口智生
- 助監督：児玉宜久、細川光信
- 中国ロケ協力：黒竜江省人民政府外事弁公室、九洲文化传播中心九洲音像出版公司
- 技術協力：オムニバス・ジャパン
- プロデューサー：椿宣和、西岡善信、不破敏之、橋本かおり
- 制作協力：映像京都
- 制作：テレビ東京、トスカドメイン